# Lionel Bernstein
Lionel Bernstein, född 20 mars 1920 i Durban, död 23 juni 2002 i Kapstaden, var en sydafrikansk anti-apartheidaktivist och var den ende som friades vid Rivoniarättegången. Bernstein valde att fly med sin familj till England för att föra kampen i exil och eftersom risken var överhängande att han åter skulle bli arresterad om han fortsatte att leva i Sydafrika.
Från 1941 var han gift med Hilda Bernstein.